# Stachys pycnantha
Stachys pycnantha är en kransblommig växtart som beskrevs av George Bentham. Stachys pycnantha ingår i släktet syskor, och familjen kransblommiga växter. Inga underarter finns listade i Catalogue of Life.